# Pier Luigi Cherubino
Pier Luigi Cherubino Loggi (Roma, 15 ottobre 1971) è un allenatore di calcio ed ex calciatore italiano naturalizzato spagnolo, di ruolo attaccante.

## Biografia
Nato a Roma, Cherubino è cresciuto a Puerto de la Cruz, Tenerife.

## Carriera

### Club
Ha debuttato tra i professionisti con la prima squadra del Tenerife nella stagione 1990-1991. In tale stagione ha disputato 16 partite di campionato, siglando anche un gol in trasferta il 6 gennaio 1991 nell'incontro pareggiato per 1-1 contro il Real Betis.
Nelle successive 4 stagioni viene schierato con regolarità, giocando anche da titolare nella Coppa UEFA 1993-1994.
Nel 1995 firma per lo Sporting de Gijón, con cui segna undici gol in campionato, più due nei play-off promozione contro l'UE Lleida e tre in Coppa del Re. Al termine della stagione viene ingaggiato dal Real Betis, dove in due stagioni totalizza 73 presenze e 23 reti. Qui crea una coppia formidabile con l'ex Real Madrid Alfonso Pérez.
Dopo una pessima stagione al Real Saragozza, Cherubino torna al Tenerife, squadra allenata da Rafael Benítez; in seguito ha giocato per sei mesi all'Extremadura al fianco dell'ex Atlético Madrid Kiko.
Chiuse la carriera nelle serie minori del campionato spagnolo con le maglie di AD Laguna, UD Esperanza e RSD Alcalá, in cui infine si ritira nel 2007, a quasi 36 anni.

### Nazionale
Ha giocato la sua unica partita con la nazionale spagnola il 12 ottobre 1994, in un incontro valido per le qualificazioni al campionato europeo di calcio 1996 vinto per 2-0 contro la Macedonia, subentrando a Julio Salinas, autore della doppietta per la Spagna.